# النعمان بن الأسود
النعمان بن الأسود هو عاشر ملوك الحيرة ولد في سنة (443)م، وحكم في الفترة (497-503م)، أمه هي «أم الملك ابنة عمرو بن حجر، أخت الحارث بن عمرو الكندي» إذا فهي أميرة من أمراء كندة. وقد حكم هذا الملك على رواية لابن الكلبي سبع سنين، وذلك في زمن قباذ.
يظهر من رواية ل «ثيوفانس» إن النعمان هذا أغار على حدود الروم وعلى العرب المحالفين لهم، فاصطدم بالقائد «أوجينيوس» عند موضع «بثرابسوس» على الفرات، فأصيب بخسارة فادحة حوالي سنة 498م.
واشترك النعمان أيضاً في الحرب التي وقعت بين الروم والفرس حوالي سنة 502م، إذ رجا منه قباذ أن يهاجم حدود الروم من جهة الجنوب، فهاجمها في قطاع «حران» واصطدم بالقائدين «أوليمبيوس» و«أويجينيوس» فتغلبا عليه، غير انه أعاد الكرة فتغلب عليهما. وأكمل غزوة لقطاع حران فخربه وأسر كثيرا من الناس وتعداه إلى قطاع الرها فخربه وأسر 18,500. وفي المعركة التي وقعت على مقربة من «قرقيسياء» على الخابور أصيب بجرح بليغ في رأسه فقضى عليه وكانت وفاته إما في شهر أغسطس أو سبتمبر من عام (503م).
وفي أثناء غياب النعمان ومعظم جنوده عن الحيرة، انتهز العرب الذين في بلاد الروم الملقبون ب «بني ثعلبة» هذه الفرصة، فأغاروا على عاصمته، صادف ذلك عودة إحدى قوافلة التجارية فنهبوها وأخذوا كل ما أمكنهم أخذه، واضطر من كان قد تخلف فيَ الحيرة من جيش النعمان إلى الفرار خارج الحيرة.
| سبقه المنذر بن المنذر | 'مـناذرة' 497-503 | تبعه أبو يعفر بن علقمة |